# كلوستريديوم قرب انتهائي
كلوستريديوم سبتيرمينالي أو كلوستريديوم قرب انتهائي هو نوع من البكتيريا من فصيلة كلوستريدياسيا.